# Бутовка (Крым)
Бу́товка (до 1948 года Кендже́-Ташлы́-Конра́т; укр. Бутівка, крымскотат. Kence Taşlı Qoñrat, Кендже Ташлы Къонърат) — исчезнувшее село в Красногвардейском районе Республики Крым, располагавшееся в центре района, в степной части Крыма, примерно в 3,5 км западнее села Миролюбовка.

## История
Немецкое лютеранское поселение Кендже-Ташлы-Конрат (названное по соседским сёлам Кендже и Ташлы-Конрат) возникло в 1890-х годах на территории Александровской волости Перекопского уезда, так как впервые в доступных источниках встречается в «…Памятной книжке Таврической губернии на 1900 год», согласно которой в деревне числилось 117 жителей в 1 (?) домохозяйстве. По Статистическому справочнику Таврической губернии. Ч.II-я. Статистический очерк, выпуск пятый Перекопский уезд, 1915 год, в деревне Кендже-Ташлы-Конрат (казённый участок) Александровской волости Перекопского уезда числилось 15 дворов (все дворы безземельные) с татарским населением в количестве 92 человек приписных жителей и 7 — «посторонних», из которых 51 мужчина и 48 женщин. Жители землёй не владели, но за селением числилось 200 десятин удобной земли. В хозяйствах имелось 44 лошади, 4 вола и 15 коров.
После установления в Крыму Советской власти и учреждения 18 октября 1921 года Крымской АССР, в составе Джанкойского уезда был образован Курманский район, в состав которого включили село. В 1922 году уезды получили название округов. 11 октября 1923 года, согласно постановлению ВЦИК, в административное деление Крымской АССР были внесены изменения, в результате которых был ликвидирован Курманский район и село включили в состав Джанкойского. Согласно Списку населённых пунктов Крымской АССР по Всесоюзной переписи 17 декабря 1926 года, в селе Кендже-Ташлы-Конрат, Кендженского сельсовета Джанкойского района, числилось 15 дворов, все крестьянские, население составляло 70 человек, все татары (согласно энциклопедическому словарю «Немцы России» — с населением 114 человек, из которых 79 немцев). Постановлением ВЦИК «О реорганизации сети районов Крымской АССР» от 30 октября 1930 года, был создан Биюк-Онларский район, как национальный (лишённый статуса национального постановлением Оргбюро ЦК КПСС от 20 февраля 1939 года) немецкий в который включили село. Постановлением Президиума КрымЦИКа «Об образовании новой административной территориальной сети Крымской АССР» от 26 января 1935 года был создан немецкий национальный Тельманский район (с 14 декабря 1944 года — Красногвардейский) и село включили в его состав. После образования в 1935 году немецкого национального Тельманского района село, с населением 135 чел, включили в его состав.
После освобождения Крыма от фашистов, 12 августа 1944 года было принято постановление № ГОКО-6372с «О переселении колхозников в районы Крыма» по которому в район из областей Украины и России переселялись семьи колхозников, а в начале 1950-х годов последовала вторая волна переселенцев из различных областей Украины. С 25 июня 1946 года селение в составе Крымской области РСФСР. Указом Президиума Верховного Совета РСФСР от 18 мая 1948 года, село, как Ташлы-Конрат переименовали в Бутовку. 26 апреля 1954 года Крымская область была передана из состава РСФСР в состав УССР. Время включения в Петровский сельсовет пока не установлено: на 15 июня 1960 года село уже числилось в его составе. Ликвидировано к 1968 году (согласно справочнику «Крымская область. Административно-территориальное деление на 1 января 1968 года» — в период с 1954 по 1968 годы).